# Tiradentes (Minas Gerais)
Tiradentes è un comune del Brasile nello Stato del Minas Gerais, parte della mesoregione di Campo das Vertentes e della microregione di São João del-Rei.